# К'яверано
К'яверано (італ. Chiaverano, п'єм. Ciavran) — муніципалітет в Італії, у регіоні П'ємонт,  метрополійне місто Турин.
К'яверано розташовані на відстані близько 550 км на північний захід від Рима, 55 км на північ від Турина.
Населення — 2118 осіб (2014).
Щорічний фестиваль відбувається 11 вересня. Покровитель — Santa Teodora.

## Демографія
Населення за роками:

Станом на 1 січня 2023 року в муніципалітеті офіційно проживало 105 іноземців з 28 країн, серед них 63 громадяни країн Євросоюзу.

## Сусідні муніципалітети
- Донато
- Андрате
- Боргофранко-д'Івреа
- Сала-Б'єллезе
- Торраццо
- Монтальто-Дора
- Буроло
- Івреа
- Кашинетте-д'Івреа